# Braulio Choque

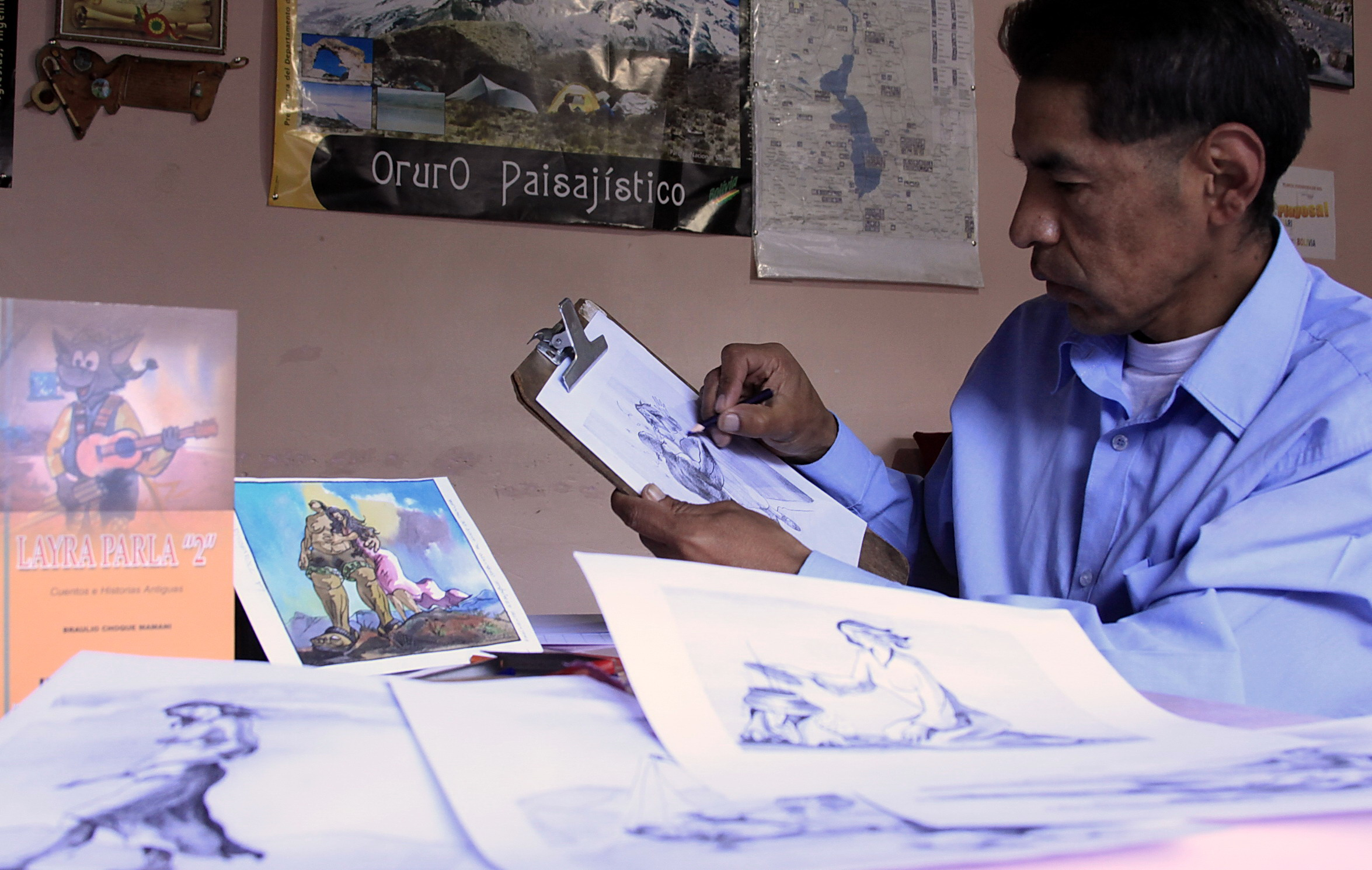
Braulio Choque exhibiendo su trabajo. (Foto de Javier Badani).

Braulio Choque Mamani (Santiago de Huari, Bolivia; 25 de marzo de 1980) es un investigador, escritor, pintor y cantautor boliviano, conocido también por su seudónimo artístico como "Sergio Diky".

## Biografía
Braulio Choque' ació en la localidad de Santiago de Huari el 25 de marzo de 1980.
Choque estudio química industrial y construcción civil, además se describe como cantautor y poeta, no ha tenido formación académica en literatura, sin embargo su trabajo ha llamado la atención de investigadores internacionales y ha sido publicado en español, aimara, quechua e inglés por centros de investigación bolivianos y en revistas de antropología en España y Estados Unidos.
Braulio Choque ha recolectado las tradiciones orales y mitos aimaras, quechuas y urus de la región del sur de Oruro y publicado varias obras acerca de los mitos, leyendas, tradiciones y cuentos de esa región del altiplano boliviano.
Sus investigaciones fueron publicadas el año 2001 en la Gazeta Antropológica de la Universidad de Granada de España y han sido publicadas en revistas internacionales de antropología.
Entre sus obras, ha publicado dos recopilaciones de leyendas y mitos titulados Layra Parla  y Layra Parla 2, que significa "cuentos hablados" o "cuentos antiguos" en aimara; ambos libros además han sido ilustrados por el autor.
Entre las historias que ha recopilado el investigador, sobresale la narración de la travesía de Thunupa o Tunupa, volcán ubicado al sur del departamento de Oruro, al que la tradición del altiplano boliviano atribuye características antropomorfas de una mujer que todos los años realizaba un largo viaje desde el altiplano hacia el valle con caravanas de llamas, cargadas de sal para intercambiarla por maíz. La mitología andina ofrece una explicación fantástica sobre el paisaje de la región del sur del altiplano boliviano.

## Obras

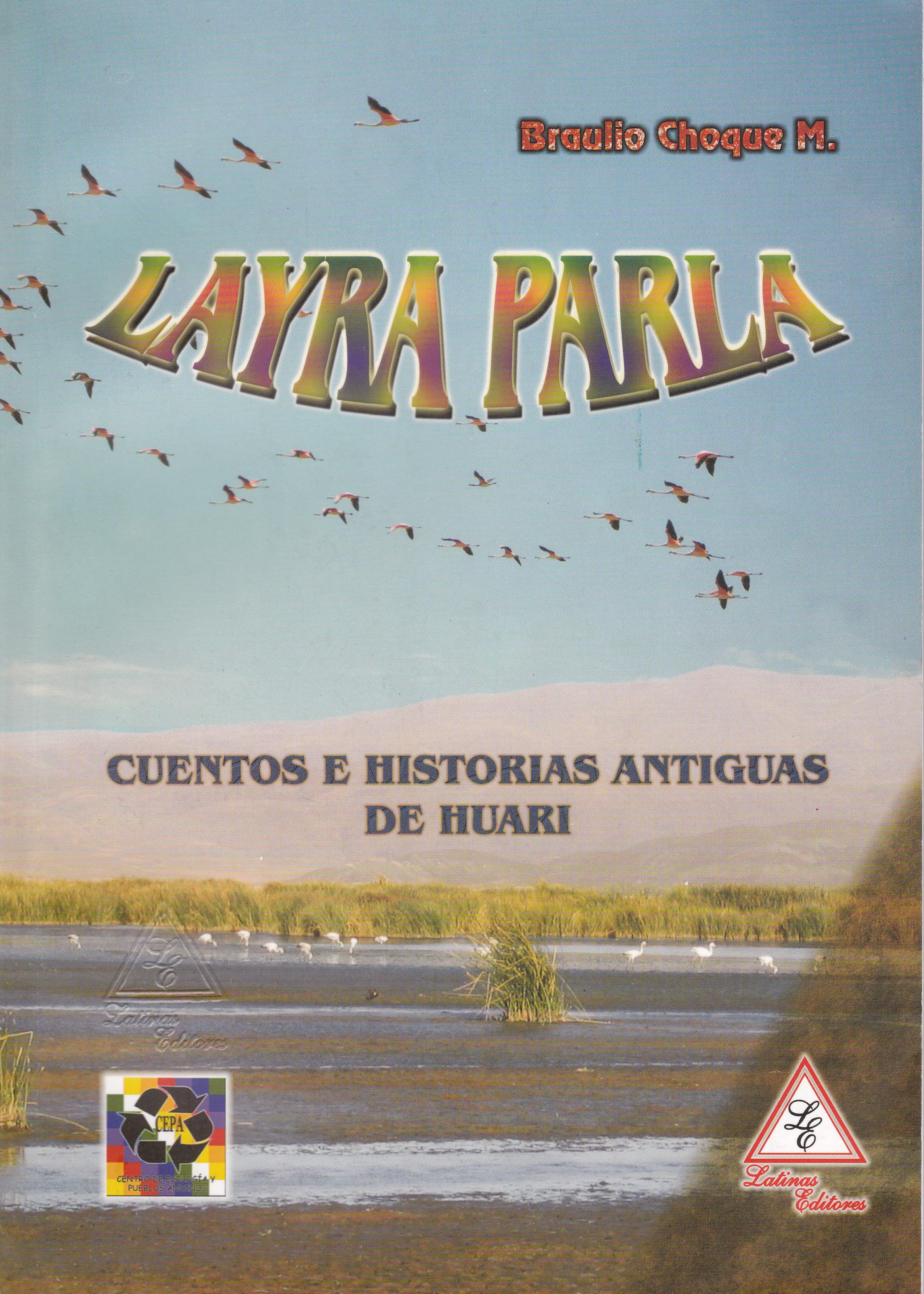
Layra Parla, Cuentos e Historia Antiguas de Huari.

- Landscape, Gender, and Community: Andean Mountain Stories (1999). Anthropological Quarterly Vol. 72, Nro. 4, publicado por The George Washington University Institute for Ethnographic Research.[6]
- Tatira y Sap'achuri, dioses de la mitología chipaya (2001). Gaceta de Antropología. Madrid, España.[7]
- La leyenda de Vinthur Mallku y la Flor Chinchircoma. Publicado en Journal of Latin American Anthropology.[8]
- Layra Parla (2006)[9]
- La región de Huari. Recursos naturales y cultura.(2009)[10][11]
- Layra Parla 2, cuentos e historias antiguas de Huari (2010).[11]
- Layra Parla 3, Cuentos e Historia Antiguas de Tradición Oral (2016).[12][13]